# Rio Preto
Rio Preto este un oraș în Minas Gerais (MG), Brazilia.